# Thyreus fallibilis
Thyreus fallibilis là một loài Hymenoptera trong họ Apidae. Loài này được Kohl mô tả khoa học năm 1906.